# Ниёдогава
Ниёдогава (яп. 仁淀川町 Ниёдогава-тё:) — посёлок в Японии, находящийся в уезде Агава префектуры Коти. Площадь посёлка составляет 332,96 км², население — 5775 человек (1 августа 2014), плотность населения — 17,34 чел./км².

## Географическое положение
Посёлок расположен на острове Сикоку в префектуре Коти региона Сикоку. С ним граничат посёлки Цуно, Оти, Ино, Кумакоген.

## Население
Население посёлка составляет 5775 человек (1 августа 2014), а плотность — 17,34 чел./км². Изменение численности населения с 1980 по 2005 годы:
| 1980 | 11 672 чел. |  |
| 1985 | 10 333 чел. |  |
| 1990 | 9518 чел.   |  |
| 1995 | 8919 чел.   |  |
| 2000 | 8189 чел.   |  |
| 2005 | 7347 чел.   |  |